# Разумовский, Григорий Иванович
Григо́рий Ива́нович Разумо́вский (1883, Москва — 9 января 1967, Москва) — священнослужитель Русской православной церкви, протопресвитер, сотрудник ОВЦС.

## Биография
Родился в 1883 году в семье священника, о. Иоанна Иосифовича Разумовского, бывшего настоятелем храма Вознесения на Серпуховской улице.
В 1917 году со степенью кандидата богословия окончил Московскую духовную академию, где учился у священника Павла Флоренского.
С 1918 года по окончании военной службы находился на светской работе.
В 1944 году был рукоположен в сан священника и назначен на служение в храм Воскресения Словущего, что в Брюсовом переулке города Москвы. С этого же времени ему поручена обработка дел церковного архива, относящегося к межцерковным связям в послереволюционный период.
С 1944 года — помощник митрополита Николая (Ярушевича), который курировал в то время внешние связи Московского Патриархата.
В 1945 году принял деятельное участие в подготовке Поместного собора Русской православной церкви и в октябре этого же года по поручению патриарха Алексия I выезжал вместе с епископом Ростовским Елеферием из Москвы в только что освобождённый Харбин, для переговоров о переходе духовенства Харбинской епархии под омофор РПЦ.
Определением Священного Синода от 4 апреля 1946 года был образован Отдел внешних церковных сношений в котором протоиерей Григорий Разумовский трудился до 1952 года.
В мае-июне 1947 года в составе делегации Алексия I ездил в Румынию.
В июле 1948 года активно разрабатывал повестку дня Совещания Глав и представителей автокефальных православных церквей и выступил на нём с докладом об экуменизме. Негативное отношение к этому вопросу, нашедшее отражение в докладе, тем не менее не явилось отрицанием экуменизма как такового..
В октябре-ноябре 1945 года в составе церковной делегации ездил в Маньчжурию для воссоединения Восточноазиатских русских приходов с Московской патриархией.
Служил в Москве в Никольском храме на Преображенском кладбище.
В 1952 году по болезни вышел за штат, получив от патриарха Алексия I персональную пенсию.
На Пасху 1955 года награждён крестом с украшениями.
Владел английским и французским языками.
Скончался 9 января 1967 года в Москве. Похоронен на Даниловском кладбище.

## Публикации
- Патриаршая делегация в Харбине // Журнал Московской Патриархии. 1945. — № 12. — С. 14-17.
- Памяти Высокопреосвященнейшего Мелетия, митрополита Харбинского и Маньчжурского // Журнал Московской Патриархии. 1946. — № 5. — С. 11-12
- Опровержение злостной клеветы // Журнал Московской Патриархии. 1948. — № 12. — С. 25-26.
- Недоразумение // Журнал Московской Патриархии. 1949. — № 3. — С. 30-35.
- Амстердам и Православие // Журнал Московской Патриархии. 1949. — № 5. — С. 47-70.
- Доклад протоиерея Григория Разумовского «Экуменическое движение и Русская Православная Церковь» // Деяния Совещания глав и представителей автокефальных православных церквей в связи с празднованием 500-летия автокефалии русской православной церкви. 8 — 18 июля 1948 г. : В 2 т. — Москва: Изд. Моск. патриархии, 1949. — Т. 2. — С. 87—195.
- «Ответственность, церковная ответственность!..» // Журнал Московской Патриархии. 1950. — № 7. — С. 79-80.
- Доклад епископа Елевферия (Воронцова) и священника Григория Разумовского о пребывании в Маньчжурии в 1945 году // Вестник ПСТГУ. Серия II: История. История Русской Православной Церкви. 2007. — Вып. 2 (23). — С. 131—153.